# رسنیک، مونته‌نگرو
شهر رسنیک (به روسی: Ресник) در کشور مونته‌نگرو واقع شده‌است. جمعیت این شهر ۲٫۷۰۴ نفر  است.